# Drac, Diables i Gegants de la Sagrera
La colla Drac, Diables i Gegants de La Sagrera (anteriorment Drac i Diables de la Sagrera) és una colla gegantera i de diables del barri de La Sagrera fundada l'any 1982. En les seves actuacions, hi participen diables, diablesses, bruixes, figures del bestiari de foc i músics de percussió. El 1984, la colla va incorporar el Drac Volador, que s'havia estrenat durant les festes de la Mercè d'aquell any. És una figura de drac d'estil xinès amb quatre punts de foc, fabricada en fibra de vidre i roba. L'original es va exposar a Cracòvia en el marc de l'exhibició que van fer a la ciutat l'any 1987. La rèplica que ara fa servir la colla, igual com l'original, és transportada entre quatre persones i té mobilitat aèria, una característica que la fa única.
L'altra bèstia de foc de la colla és el Sagresaure, va esdevenir la primera figura de foc en forma de dinosaure del bestiari popular de Catalunya. Construïda el 1992 amb fibra de vidre, llança aigua per la boca i disposa de divuit punts de foc. El Sagresaure fou apadrinat pel Drac de Gràcia i és, al seu torn, el padrí del Bretolàs de Sant Andreu del Palomar i del Drac Infantil de la Sagrera. Igual com el Drac Volador, és un dels protagonistes de la festa major de la Sagrera.
Dins les seccions de la colla, hi ha també els Diablons, els nens que fan correfocs bé sols o bé en companyia de més colles, principalment de la ciutat. I, d'altra banda, la SagreSamba és el grup de percussió que, des del 2006, posa música a les actuacions. Interpreta ritmes tradicionals dels correfocs i també ritmes de fusió amb música samba, reggae i funk. D'aquesta barreja en resulta la Samba-foc-fusió. A més de les aparicions en els correfocs dels diables, la Sagre Samba fa actuacions pròpies en tot un seguit de festes.